# Teresa Titos Garzón
Teresa od Ježíše Titos Garzón (4. ledna 1852, Granada – 14. února 1915, Granada) byla španělská řeholnice, dominikánka a v současné době je Služebnice Boží katolické církve.

## Život
Narodila se 4. ledna 1852 v Granadě. Od dětství měla hlubokou víru. Měla mnoho dobrých vlastností jako byly: ušlechtilé srdce, štědrost, velkorysost v dávání a odpuštění, upřímnost, soucit atd. Dne 4. ledna 1872 vstoupila do Beaterio Santo Domingo a následující rok se stala řeholnicí a dostala jméno Terezie od Ježíše. Od začátku života řeholnice měla životní plán. Měla velkou oddanost k Nejsvětější svátosti a Panně Marii. Její srdce se obrátilo k chudým, měla je velmi v oblibě. Roku 1907 založila Kongregaci Sester Svatého Dominika. Věnovala se výchově a učení křesťanství hlavně dětí a mládeže. Zemřela 14. února 1915 ve svém rodném městě. Její svaté tělo odpočívá v mateřském domu její Kongregace na straně oltáře v kapli kde se modlila. Dne 20. ledna 1990 začal v arcidiecézi Granada její proces svatořečení.